# انرسیس

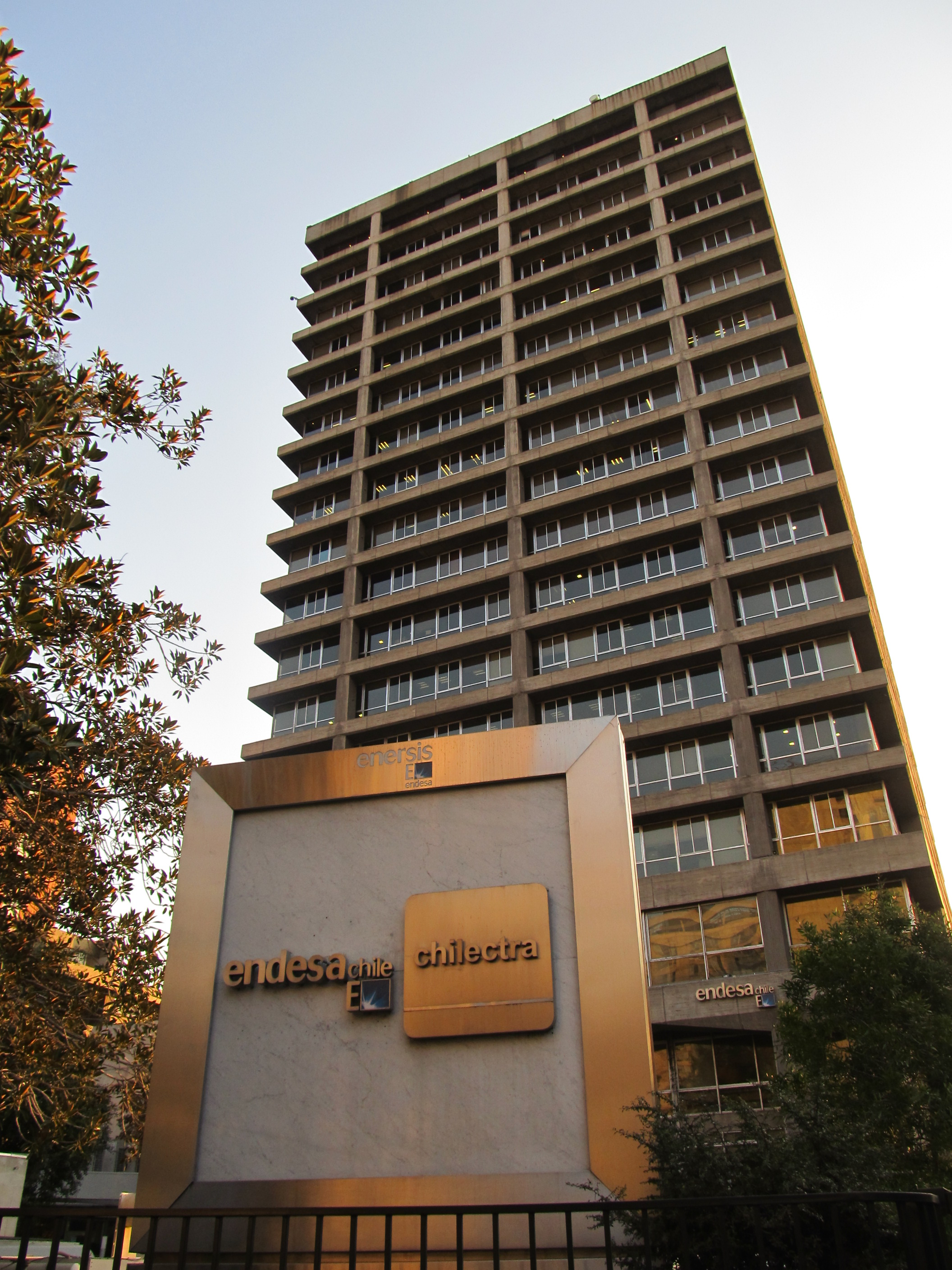
ساختمان مرکزی شرکت انرسیس در شهر سانتیاگو

انرسیس (به انگلیسی: Enersis) بزرگترین شرکت برق آمریکای لاتین است، که در زمینه تولید، توزیع و انتقال برق فعالیت می‌کند و از شرکت‌های تابعه شرکت اسپانیایی اندسا به‌شمار می‌آید.
شرکت انرسیس در سال ۱۸۸۹ تأسیس شد و در حال حاضر دارای عملیات در کشورهای کلمبیا، شیلی، برزیل، آرژانتین و پرو می‌باشد. ظرفیت نصب شده این شرکت بیش از ۱۴٫۲۸۰ مگا وات بر ساعت برآورد شده‌است، که بالغ بر ۱۲٫۵ میلیون خانه (درحدود ۴۵ میلیون نفر) را در ۵ کشور تحت پوشش قرار می‌دهد.
دفتر مرکزی این شرکت در شهر سانتیاگو، شیلی قرار دارد و بخشی از سهام آن در بازارهای بورس نیویورک، بورس مادرید و بورس اوراق بهادار سانتیاگو معامله می‌شود.